# Graneledone verrucosa
Graneledone verrucosa är en bläckfiskart som först beskrevs av Addison Emery Verrill 1881.  Graneledone verrucosa ingår i släktet Graneledone och familjen Octopodidae.

## Underarter
Arten delas in i följande underarter:
- G. v. verrucosa
- G. v. media

## Bildgalleri

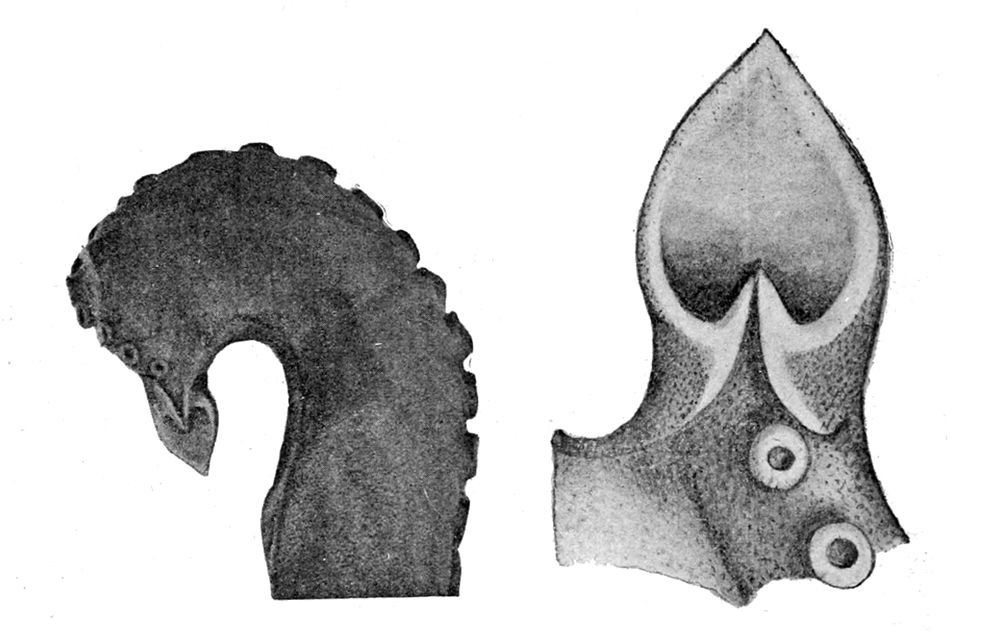
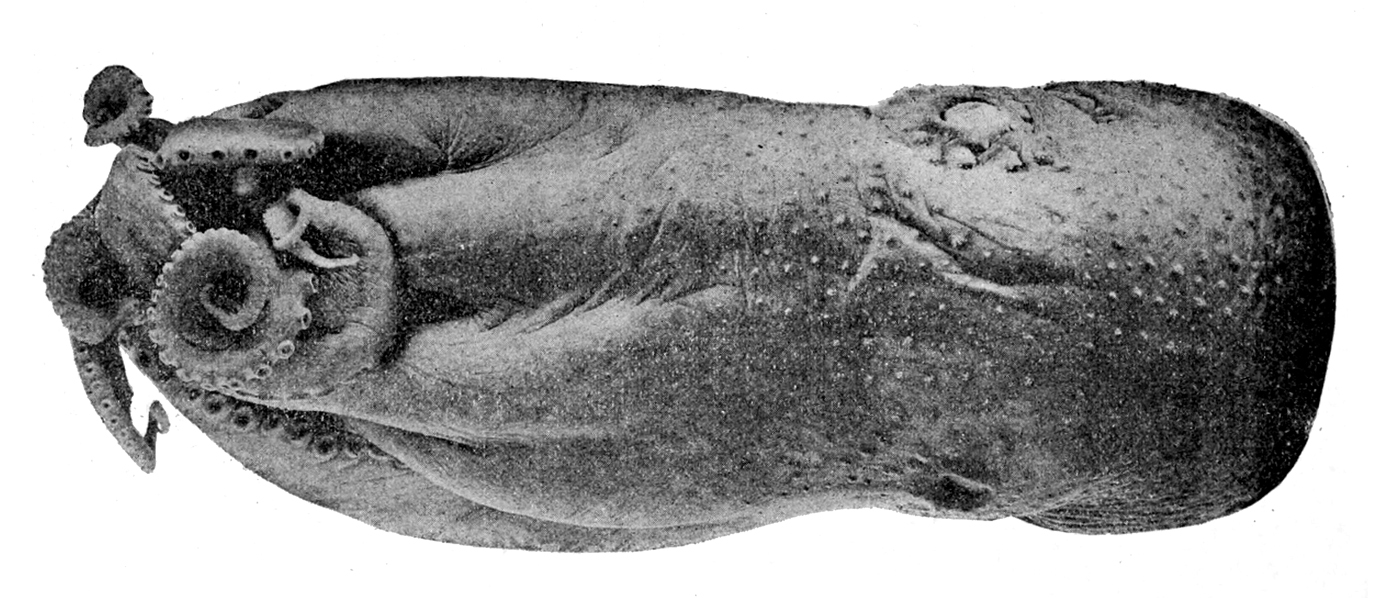